# Список астероїдів (30601—30700)
| Назва            | Тимчасове позначення | Дата відкриття  | Місце відкриття          | Відкривач                                              |
| ---------------- | -------------------- | --------------- | ------------------------ | ------------------------------------------------------ |
| (30601) 2082 P-L | 2082 P-L             | 24 вересня 1960 | Паломарська обсерваторія | К. Й. ван Гаутен, І. ван Гаутен-Ґроневельд, Т. Герельс |
| (30602) 2086 P-L | 2086 P-L             | 24 вересня 1960 | Паломарська обсерваторія | К. Й. ван Гаутен, І. ван Гаутен-Ґроневельд, Т. Герельс |
| (30603) 2106 P-L | 2106 P-L             | 24 вересня 1960 | Паломарська обсерваторія | К. Й. ван Гаутен, І. ван Гаутен-Ґроневельд, Т. Герельс |
| (30604) 2107 P-L | 2107 P-L             | 24 вересня 1960 | Паломарська обсерваторія | К. Й. ван Гаутен, І. ван Гаутен-Ґроневельд, Т. Герельс |
| (30605) 2204 P-L | 2204 P-L             | 24 вересня 1960 | Паломарська обсерваторія | К. Й. ван Гаутен, І. ван Гаутен-Ґроневельд, Т. Герельс |
| (30606) 2503 P-L | 2503 P-L             | 26 вересня 1960 | Паломарська обсерваторія | К. Й. ван Гаутен, І. ван Гаутен-Ґроневельд, Т. Герельс |
| (30607) 2507 P-L | 2507 P-L             | 24 вересня 1960 | Паломарська обсерваторія | К. Й. ван Гаутен, І. ван Гаутен-Ґроневельд, Т. Герельс |
| (30608) 2573 P-L | 2573 P-L             | 24 вересня 1960 | Паломарська обсерваторія | К. Й. ван Гаутен, І. ван Гаутен-Ґроневельд, Т. Герельс |
| (30609) 2618 P-L | 2618 P-L             | 24 вересня 1960 | Паломарська обсерваторія | К. Й. ван Гаутен, І. ван Гаутен-Ґроневельд, Т. Герельс |
| (30610) 2623 P-L | 2623 P-L             | 24 вересня 1960 | Паломарська обсерваторія | К. Й. ван Гаутен, І. ван Гаутен-Ґроневельд, Т. Герельс |
| (30611) 2627 P-L | 2627 P-L             | 24 вересня 1960 | Паломарська обсерваторія | К. Й. ван Гаутен, І. ван Гаутен-Ґроневельд, Т. Герельс |
| (30612) 2638 P-L | 2638 P-L             | 24 вересня 1960 | Паломарська обсерваторія | К. Й. ван Гаутен, І. ван Гаутен-Ґроневельд, Т. Герельс |
| (30613) 2678 P-L | 2678 P-L             | 24 вересня 1960 | Паломарська обсерваторія | К. Й. ван Гаутен, І. ван Гаутен-Ґроневельд, Т. Герельс |
| (30614) 2778 P-L | 2778 P-L             | 24 вересня 1960 | Паломарська обсерваторія | К. Й. ван Гаутен, І. ван Гаутен-Ґроневельд, Т. Герельс |
| (30615) 2818 P-L | 2818 P-L             | 24 вересня 1960 | Паломарська обсерваторія | К. Й. ван Гаутен, І. ван Гаутен-Ґроневельд, Т. Герельс |
| (30616) 3049 P-L | 3049 P-L             | 24 вересня 1960 | Паломарська обсерваторія | К. Й. ван Гаутен, І. ван Гаутен-Ґроневельд, Т. Герельс |
| (30617) 3068 P-L | 3068 P-L             | 25 вересня 1960 | Паломарська обсерваторія | К. Й. ван Гаутен, І. ван Гаутен-Ґроневельд, Т. Герельс |
| (30618) 3084 P-L | 3084 P-L             | 25 вересня 1960 | Паломарська обсерваторія | К. Й. ван Гаутен, І. ван Гаутен-Ґроневельд, Т. Герельс |
| (30619) 4045 P-L | 4045 P-L             | 24 вересня 1960 | Паломарська обсерваторія | К. Й. ван Гаутен, І. ван Гаутен-Ґроневельд, Т. Герельс |
| (30620) 4126 P-L | 4126 P-L             | 24 вересня 1960 | Паломарська обсерваторія | К. Й. ван Гаутен, І. ван Гаутен-Ґроневельд, Т. Герельс |
| (30621) 4189 P-L | 4189 P-L             | 24 вересня 1960 | Паломарська обсерваторія | К. Й. ван Гаутен, І. ван Гаутен-Ґроневельд, Т. Герельс |
| (30622) 4213 P-L | 4213 P-L             | 24 вересня 1960 | Паломарська обсерваторія | К. Й. ван Гаутен, І. ван Гаутен-Ґроневельд, Т. Герельс |
| (30623) 4226 P-L | 4226 P-L             | 25 вересня 1960 | Паломарська обсерваторія | К. Й. ван Гаутен, І. ван Гаутен-Ґроневельд, Т. Герельс |
| (30624) 4232 P-L | 4232 P-L             | 24 вересня 1960 | Паломарська обсерваторія | К. Й. ван Гаутен, І. ван Гаутен-Ґроневельд, Т. Герельс |
| (30625) 4236 P-L | 4236 P-L             | 24 вересня 1960 | Паломарська обсерваторія | К. Й. ван Гаутен, І. ван Гаутен-Ґроневельд, Т. Герельс |
| (30626) 4240 P-L | 4240 P-L             | 24 вересня 1960 | Паломарська обсерваторія | К. Й. ван Гаутен, І. ван Гаутен-Ґроневельд, Т. Герельс |
| (30627) 4269 P-L | 4269 P-L             | 24 вересня 1960 | Паломарська обсерваторія | К. Й. ван Гаутен, І. ван Гаутен-Ґроневельд, Т. Герельс |
| (30628) 4644 P-L | 4644 P-L             | 24 вересня 1960 | Паломарська обсерваторія | К. Й. ван Гаутен, І. ван Гаутен-Ґроневельд, Т. Герельс |
| (30629) 4667 P-L | 4667 P-L             | 26 вересня 1960 | Паломарська обсерваторія | К. Й. ван Гаутен, І. ван Гаутен-Ґроневельд, Т. Герельс |
| (30630) 4733 P-L | 4733 P-L             | 24 вересня 1960 | Паломарська обсерваторія | К. Й. ван Гаутен, І. ван Гаутен-Ґроневельд, Т. Герельс |
| (30631) 6026 P-L | 6026 P-L             | 24 вересня 1960 | Паломарська обсерваторія | К. Й. ван Гаутен, І. ван Гаутен-Ґроневельд, Т. Герельс |
| (30632) 6117 P-L | 6117 P-L             | 26 вересня 1960 | Паломарська обсерваторія | К. Й. ван Гаутен, І. ван Гаутен-Ґроневельд, Т. Герельс |
| (30633) 6120 P-L | 6120 P-L             | 24 вересня 1960 | Паломарська обсерваторія | К. Й. ван Гаутен, І. ван Гаутен-Ґроневельд, Т. Герельс |
| (30634) 6128 P-L | 6128 P-L             | 24 вересня 1960 | Паломарська обсерваторія | К. Й. ван Гаутен, І. ван Гаутен-Ґроневельд, Т. Герельс |
| (30635) 6186 P-L | 6186 P-L             | 24 вересня 1960 | Паломарська обсерваторія | К. Й. ван Гаутен, І. ван Гаутен-Ґроневельд, Т. Герельс |
| (30636) 6190 P-L | 6190 P-L             | 24 вересня 1960 | Паломарська обсерваторія | К. Й. ван Гаутен, І. ван Гаутен-Ґроневельд, Т. Герельс |
| (30637) 6196 P-L | 6196 P-L             | 24 вересня 1960 | Паломарська обсерваторія | К. Й. ван Гаутен, І. ван Гаутен-Ґроневельд, Т. Герельс |
| (30638) 6237 P-L | 6237 P-L             | 24 вересня 1960 | Паломарська обсерваторія | К. Й. ван Гаутен, І. ван Гаутен-Ґроневельд, Т. Герельс |
| (30639) 6246 P-L | 6246 P-L             | 24 вересня 1960 | Паломарська обсерваторія | К. Й. ван Гаутен, І. ван Гаутен-Ґроневельд, Т. Герельс |
| (30640) 6319 P-L | 6319 P-L             | 24 вересня 1960 | Паломарська обсерваторія | К. Й. ван Гаутен, І. ван Гаутен-Ґроневельд, Т. Герельс |
| (30641) 6349 P-L | 6349 P-L             | 24 вересня 1960 | Паломарська обсерваторія | К. Й. ван Гаутен, І. ван Гаутен-Ґроневельд, Т. Герельс |
| (30642) 6532 P-L | 6532 P-L             | 24 вересня 1960 | Паломарська обсерваторія | К. Й. ван Гаутен, І. ван Гаутен-Ґроневельд, Т. Герельс |
| (30643) 6590 P-L | 6590 P-L             | 24 вересня 1960 | Паломарська обсерваторія | К. Й. ван Гаутен, І. ван Гаутен-Ґроневельд, Т. Герельс |
| (30644) 6601 P-L | 6601 P-L             | 24 вересня 1960 | Паломарська обсерваторія | К. Й. ван Гаутен, І. ван Гаутен-Ґроневельд, Т. Герельс |
| (30645) 6604 P-L | 6604 P-L             | 24 вересня 1960 | Паломарська обсерваторія | К. Й. ван Гаутен, І. ван Гаутен-Ґроневельд, Т. Герельс |
| (30646) 6623 P-L | 6623 P-L             | 24 вересня 1960 | Паломарська обсерваторія | К. Й. ван Гаутен, І. ван Гаутен-Ґроневельд, Т. Герельс |
| (30647) 6642 P-L | 6642 P-L             | 24 вересня 1960 | Паломарська обсерваторія | К. Й. ван Гаутен, І. ван Гаутен-Ґроневельд, Т. Герельс |
| (30648) 6679 P-L | 6679 P-L             | 24 вересня 1960 | Паломарська обсерваторія | К. Й. ван Гаутен, І. ван Гаутен-Ґроневельд, Т. Герельс |
| (30649) 6871 P-L | 6871 P-L             | 24 вересня 1960 | Паломарська обсерваторія | К. Й. ван Гаутен, І. ван Гаутен-Ґроневельд, Т. Герельс |
| (30650) 7638 P-L | 7638 P-L             | 17 жовтня 1960  | Паломарська обсерваторія | К. Й. ван Гаутен, І. ван Гаутен-Ґроневельд, Т. Герельс |
| (30651) 9588 P-L | 9588 P-L             | 17 жовтня 1960  | Паломарська обсерваторія | К. Й. ван Гаутен, І. ван Гаутен-Ґроневельд, Т. Герельс |
| (30652) 1236 T-1 | 1236 T-1             | 25 березня 1971 | Паломарська обсерваторія | К. Й. ван Гаутен, І. ван Гаутен-Ґроневельд, Т. Герельс |
| (30653) 2190 T-1 | 2190 T-1             | 25 березня 1971 | Паломарська обсерваторія | К. Й. ван Гаутен, І. ван Гаутен-Ґроневельд, Т. Герельс |
| (30654) 2234 T-1 | 2234 T-1             | 25 березня 1971 | Паломарська обсерваторія | К. Й. ван Гаутен, І. ван Гаутен-Ґроневельд, Т. Герельс |
| (30655) 2289 T-1 | 2289 T-1             | 25 березня 1971 | Паломарська обсерваторія | К. Й. ван Гаутен, І. ван Гаутен-Ґроневельд, Т. Герельс |
| (30656) 3098 T-1 | 3098 T-1             | 26 березня 1971 | Паломарська обсерваторія | К. Й. ван Гаутен, І. ван Гаутен-Ґроневельд, Т. Герельс |
| (30657) 3258 T-1 | 3258 T-1             | 26 березня 1971 | Паломарська обсерваторія | К. Й. ван Гаутен, І. ван Гаутен-Ґроневельд, Т. Герельс |
| (30658) 4042 T-1 | 4042 T-1             | 26 березня 1971 | Паломарська обсерваторія | К. Й. ван Гаутен, І. ван Гаутен-Ґроневельд, Т. Герельс |
| (30659) 4109 T-1 | 4109 T-1             | 26 березня 1971 | Паломарська обсерваторія | К. Й. ван Гаутен, І. ван Гаутен-Ґроневельд, Т. Герельс |
| (30660) 4142 T-1 | 4142 T-1             | 26 березня 1971 | Паломарська обсерваторія | К. Й. ван Гаутен, І. ван Гаутен-Ґроневельд, Т. Герельс |
| (30661) 4166 T-1 | 4166 T-1             | 26 березня 1971 | Паломарська обсерваторія | К. Й. ван Гаутен, І. ван Гаутен-Ґроневельд, Т. Герельс |
| (30662) 4256 T-1 | 4256 T-1             | 26 березня 1971 | Паломарська обсерваторія | К. Й. ван Гаутен, І. ван Гаутен-Ґроневельд, Т. Герельс |
| (30663) 1026 T-2 | 1026 T-2             | 29 вересня 1973 | Паломарська обсерваторія | К. Й. ван Гаутен, І. ван Гаутен-Ґроневельд, Т. Герельс |
| (30664) 1040 T-2 | 1040 T-2             | 29 вересня 1973 | Паломарська обсерваторія | К. Й. ван Гаутен, І. ван Гаутен-Ґроневельд, Т. Герельс |
| (30665) 1144 T-2 | 1144 T-2             | 29 вересня 1973 | Паломарська обсерваторія | К. Й. ван Гаутен, І. ван Гаутен-Ґроневельд, Т. Герельс |
| (30666) 1156 T-2 | 1156 T-2             | 29 вересня 1973 | Паломарська обсерваторія | К. Й. ван Гаутен, І. ван Гаутен-Ґроневельд, Т. Герельс |
| (30667) 1177 T-2 | 1177 T-2             | 29 вересня 1973 | Паломарська обсерваторія | К. Й. ван Гаутен, І. ван Гаутен-Ґроневельд, Т. Герельс |
| (30668) 1227 T-2 | 1227 T-2             | 29 вересня 1973 | Паломарська обсерваторія | К. Й. ван Гаутен, І. ван Гаутен-Ґроневельд, Т. Герельс |
| (30669) 1234 T-2 | 1234 T-2             | 29 вересня 1973 | Паломарська обсерваторія | К. Й. ван Гаутен, І. ван Гаутен-Ґроневельд, Т. Герельс |
| (30670) 1283 T-2 | 1283 T-2             | 29 вересня 1973 | Паломарська обсерваторія | К. Й. ван Гаутен, І. ван Гаутен-Ґроневельд, Т. Герельс |
| (30671) 1314 T-2 | 1314 T-2             | 29 вересня 1973 | Паломарська обсерваторія | К. Й. ван Гаутен, І. ван Гаутен-Ґроневельд, Т. Герельс |
| (30672) 1346 T-2 | 1346 T-2             | 29 вересня 1973 | Паломарська обсерваторія | К. Й. ван Гаутен, І. ван Гаутен-Ґроневельд, Т. Герельс |
| (30673) 1409 T-2 | 1409 T-2             | 30 вересня 1973 | Паломарська обсерваторія | К. Й. ван Гаутен, І. ван Гаутен-Ґроневельд, Т. Герельс |
| (30674) 1455 T-2 | 1455 T-2             | 30 вересня 1973 | Паломарська обсерваторія | К. Й. ван Гаутен, І. ван Гаутен-Ґроневельд, Т. Герельс |
| (30675) 2042 T-2 | 2042 T-2             | 29 вересня 1973 | Паломарська обсерваторія | К. Й. ван Гаутен, І. ван Гаутен-Ґроневельд, Т. Герельс |
| (30676) 2201 T-2 | 2201 T-2             | 29 вересня 1973 | Паломарська обсерваторія | К. Й. ван Гаутен, І. ван Гаутен-Ґроневельд, Т. Герельс |
| (30677) 2231 T-2 | 2231 T-2             | 29 вересня 1973 | Паломарська обсерваторія | К. Й. ван Гаутен, І. ван Гаутен-Ґроневельд, Т. Герельс |
| (30678) 2265 T-2 | 2265 T-2             | 29 вересня 1973 | Паломарська обсерваторія | К. Й. ван Гаутен, І. ван Гаутен-Ґроневельд, Т. Герельс |
| (30679) 2303 T-2 | 2303 T-2             | 29 вересня 1973 | Паломарська обсерваторія | К. Й. ван Гаутен, І. ван Гаутен-Ґроневельд, Т. Герельс |
| (30680) 3029 T-2 | 3029 T-2             | 30 вересня 1973 | Паломарська обсерваторія | К. Й. ван Гаутен, І. ван Гаутен-Ґроневельд, Т. Герельс |
| (30681) 3084 T-2 | 3084 T-2             | 30 вересня 1973 | Паломарська обсерваторія | К. Й. ван Гаутен, І. ван Гаутен-Ґроневельд, Т. Герельс |
| (30682) 3209 T-2 | 3209 T-2             | 30 вересня 1973 | Паломарська обсерваторія | К. Й. ван Гаутен, І. ван Гаутен-Ґроневельд, Т. Герельс |
| (30683) 3211 T-2 | 3211 T-2             | 30 вересня 1973 | Паломарська обсерваторія | К. Й. ван Гаутен, І. ван Гаутен-Ґроневельд, Т. Герельс |
| (30684) 3237 T-2 | 3237 T-2             | 30 вересня 1973 | Паломарська обсерваторія | К. Й. ван Гаутен, І. ван Гаутен-Ґроневельд, Т. Герельс |
| (30685) 3243 T-2 | 3243 T-2             | 30 вересня 1973 | Паломарська обсерваторія | К. Й. ван Гаутен, І. ван Гаутен-Ґроневельд, Т. Герельс |
| (30686) 3288 T-2 | 3288 T-2             | 30 вересня 1973 | Паломарська обсерваторія | К. Й. ван Гаутен, І. ван Гаутен-Ґроневельд, Т. Герельс |
| (30687) 3347 T-2 | 3347 T-2             | 25 вересня 1973 | Паломарська обсерваторія | К. Й. ван Гаутен, І. ван Гаутен-Ґроневельд, Т. Герельс |
| (30688) 4194 T-2 | 4194 T-2             | 29 вересня 1973 | Паломарська обсерваторія | К. Й. ван Гаутен, І. ван Гаутен-Ґроневельд, Т. Герельс |
| (30689) 4318 T-2 | 4318 T-2             | 29 вересня 1973 | Паломарська обсерваторія | К. Й. ван Гаутен, І. ван Гаутен-Ґроневельд, Т. Герельс |
| (30690) 4633 T-2 | 4633 T-2             | 30 вересня 1973 | Паломарська обсерваторія | К. Й. ван Гаутен, І. ван Гаутен-Ґроневельд, Т. Герельс |
| (30691) 4810 T-2 | 4810 T-2             | 25 вересня 1973 | Паломарська обсерваторія | К. Й. ван Гаутен, І. ван Гаутен-Ґроневельд, Т. Герельс |
| (30692) 5040 T-2 | 5040 T-2             | 25 вересня 1973 | Паломарська обсерваторія | К. Й. ван Гаутен, І. ван Гаутен-Ґроневельд, Т. Герельс |
| (30693) 5069 T-2 | 5069 T-2             | 25 вересня 1973 | Паломарська обсерваторія | К. Й. ван Гаутен, І. ван Гаутен-Ґроневельд, Т. Герельс |
| (30694) 5112 T-2 | 5112 T-2             | 25 вересня 1973 | Паломарська обсерваторія | К. Й. ван Гаутен, І. ван Гаутен-Ґроневельд, Т. Герельс |
| (30695) 1020 T-3 | 1020 T-3             | 17 жовтня 1977  | Паломарська обсерваторія | К. Й. ван Гаутен, І. ван Гаутен-Ґроневельд, Т. Герельс |
| (30696) 1110 T-3 | 1110 T-3             | 17 жовтня 1977  | Паломарська обсерваторія | К. Й. ван Гаутен, І. ван Гаутен-Ґроневельд, Т. Герельс |
| (30697) 2137 T-3 | 2137 T-3             | 16 жовтня 1977  | Паломарська обсерваторія | К. Й. ван Гаутен, І. ван Гаутен-Ґроневельд, Т. Герельс |
| 30698 Hippokoon  | 2299 T-3             | 16 жовтня 1977  | Паломарська обсерваторія | К. Й. ван Гаутен, І. ван Гаутен-Ґроневельд, Т. Герельс |
| (30699) 2356 T-3 | 2356 T-3             | 16 жовтня 1977  | Паломарська обсерваторія | К. Й. ван Гаутен, І. ван Гаутен-Ґроневельд, Т. Герельс |
| (30700) 2367 T-3 | 2367 T-3             | 16 жовтня 1977  | Паломарська обсерваторія | К. Й. ван Гаутен, І. ван Гаутен-Ґроневельд, Т. Герельс |

| ← Астероїди 30001—40000 → |             |             |             |             |             |             |             |             |             |
| 30001—30100               | 31001—31100 | 32001—32100 | 33001—33100 | 34001—34100 | 35001—35100 | 36001—36100 | 37001—37100 | 38001—38100 | 39001—39100 |
| 30101—30200               | 31101—31200 | 32101—32200 | 33101—33200 | 34101—34200 | 35101—35200 | 36101—36200 | 37101—37200 | 38101—38200 | 39101—39200 |
| 30201—30300               | 31201—31300 | 32201—32300 | 33201—33300 | 34201—34300 | 35201—35300 | 36201—36300 | 37201—37300 | 38201—38300 | 39201—39300 |
| 30301—30400               | 31301—31400 | 32301—32400 | 33301—33400 | 34301—34400 | 35301—35400 | 36301—36400 | 37301—37400 | 38301—38400 | 39301—39400 |
| 30401—30500               | 31401—31500 | 32401—32500 | 33401—33500 | 34401—34500 | 35401—35500 | 36401—36500 | 37401—37500 | 38401—38500 | 39401—39500 |
| 30501—30600               | 31501—31600 | 32501—32600 | 33501—33600 | 34501—34600 | 35501—35600 | 36501—36600 | 37501—37600 | 38501—38600 | 39501—39600 |
| 30601—30700               | 31601—31700 | 32601—32700 | 33601—33700 | 34601—34700 | 35601—35700 | 36601—36700 | 37601—37700 | 38601—38700 | 39601—39700 |
| 30701—30800               | 31701—31800 | 32701—32800 | 33701—33800 | 34701—34800 | 35701—35800 | 36701—36800 | 37701—37800 | 38701—38800 | 39701—39800 |
| 30801—30900               | 31801—31900 | 32801—32900 | 33801—33900 | 34801—34900 | 35801—35900 | 36801—36900 | 37801—37900 | 38801—38900 | 39801—39900 |
| 30901—31000               | 31901—32000 | 32901—33000 | 33901—34000 | 34901—35000 | 35901—36000 | 36901—37000 | 37901—38000 | 38901—39000 | 39901—40000 |